# Galena Park
Galena Park ist eine Stadt im Harris County im US-Bundesstaat Texas in den Vereinigten Staaten. Die Stadt ist Teil der Metropolregion Greater Houston. Das U.S. Census Bureau hat bei der Volkszählung 2020 eine Einwohnerzahl von 10.740 ermittelt.

## Geschichte
Das Gebiet von Galena Park begann als eine Siedlung namens Clinton im Jahr 1835. Die Siedlung diente ursprünglich als Farm- und Viehzuchtgemeinde, wandelte sich aber in den 1880er Jahren zu einem Eisenbahnzentrum entlang des neuen Hafens von Houston. Mit dem Aufkommen der petrochemischen Industrie in den frühen 1900er Jahren wurde Clinton zu einem Raffineriezentrum. Clinton versuchte 1935, ein Postamt einzurichten, aber der Antrag wurde abgelehnt, da ein anderer Ort namens Clinton in Texas den Namen etabliert hatte. Der Name der Siedlung wurde deshalb in Galena Park geändert, nach der Galena Signal Oil Company of Texas, die dort die erste Raffinerie gebaut hatte. Der ursprüngliche Name von Galena Park überlebt heute als Name einer Hauptstraße in der Stadt, des Clinton Drive.

## Demografie
Nach der Schätzung von 2019 leben in Galena Park 10.899 Menschen. Die Bevölkerung teilte sich im selben Jahr auf in 79,6 % Weiße, 9,3 % Afroamerikaner, 1,1 % amerikanische Ureinwohner und 0,8 % mit zwei oder mehr Ethnizitäten. Hispanics oder Latinos aller Ethnien machten 81,1 % der Bevölkerung von Galena Park aus. Das mittlere Haushaltseinkommen lag bei 48.533 US-Dollar und die Armutsquote bei 29,1 %.
| Jahr | Einwohner¹ |
| ---- | ---------- |
| 1940 | 1.562      |
| 1950 | 7.186      |
| 1960 | 10.852     |
| 1970 | 10.479     |
| 1980 | 9.879      |
| 1990 | 10.033     |
| 2000 | 10.592     |
| 2010 | 10.887     |
| 2020 | 10.740     |

¹ 1940 – 2020: Volkszählungsergebnisse